# Capitólio Estadual do Kansas
O Capitólio Estadual do Kansas (em inglês: Kansas State Capitol) é a sede do governo do estado do Kansas. Localizado na capital, Topeka, foi incluído no Registro Nacional de Lugares Históricos em 3 de setembro de 1971.